# 두근두근 Tomorrow
《두근두근 Tomorrow》는 삼성의 공익 광고 캠페인(현재는 종료 된 캠페인)이면서 4 Tomorrow의 싱글 이기도 하다.

## 개요
삼성의 공익 캠페인이다. 2009년 10월 중순 시작되어 약 2달 보름간 진행되었고, 4 Tomorrow의 노래, 뮤직비디오, 뮤직드라마 등을 발표하였고, 강남역에는 카페 Cafe 두근두근 Tomorrow를 개설하여 운영하였다.

## 4 Tomorrow
브라운 아이드 걸스의 가인, 카라의 한승연, 애프터스쿨의 유이, 포미닛의 현아로 구성된 프로젝트 걸 그룹. 뮤직비디오의 티저 론칭에는 국내 최초로 Interactive Multi-Angle Video를 활용하여 실시간으로 각 개인별 카메라를 클릭하여 감상할 수 있고, 메인 론칭에는 멤버들의 Tomorrow이야기를 매주 하나씩 공개하였다.
- - 가인의 도전 이야기
  - 승연의 꿈 이야기
  - 현아의 지혜 이야기
  - 유이의 열정 이야기
  - 동건의 희망 이야기
  - 잼 콘서트

## 온라인 컨텐츠
공식사이트에서 4 Tomorrow의 노래(두근두근 Tomorrow) 다운로드, 노래의 테마버전 다운로드, 뮤직비디오 감상과 다운로드, 뮤직드라마 감상과 다운로드, 문자음, 벨소리, 컬러링, 화면 보호기, 바탕 화면, 모닝콜 서비스를 제공하였다.

## Cafe 두근두근 Tomorrow
캠페인 기간 중에 1달 동안 운영하였다. '열정 팍팍 유이-에스프레소' 등 멤버들의 이름을 딴 5가지 음료를 제공하였으며,. LED, 태양광 휴대폰, 리듐이온 2차전지도 등도 설치하였다.

### Cafe 프로그램
- 디자이너 최범석의 Hot! 멘토링 클래스
- 박경림의 희망 멘토링 클래스
- 지휘자 서희태의 열정 멘토링 클래스
- 파워블로그 애플과 함께하는 나만의 다이어리 만들기
- 시간 컨설턴트 김진영의 성공적인 삶의 기본, 시간관리
- 제일모직 추재호 과장의 스타일링 클래스
- 아이리쉬/루싸이트 토끼의 라이브 콘서트
- 퍼니레인/몽니의 라이브 콘서트
- 노리플라이/Squall OB/Eys의 라이브 콘서트
- 바닐라어쿠스틱의 라이브 콘서트
- 개그맨 변기수의 개그 미학 스마일 Box
- 칼럼리스트 김태훈의 가을 자유 연애 두근두근 Box
- 데니안의 열정 그리고 젊음 투모로우 Box
- Tomorrow Gallery
- 뮤지컬 배우 최정원의 클로징 이벤트 멘토링 클래스

## 네이버웹툰
- 네이버 웹툰 만화에 두근두근 Tomorrow와 제휴를 맺은 《내일을 준비하는 우리들의 이야기》 라는 제목으로 김규삼, 김양수, 신의철, 조석, 지강민, 홍승표 작가들이 그린 만화가 있다.

## 노래와 뮤직비디오
- 2009년 10월 12일 뮤직비디오를 공개
- Interactive Multi-Angle Video 방식으로 원본, 승연Cut, 가인Cut, 유이Cut, 현아Cut 의 5가지 버전
- 도심 한복판에서 깜짝 게릴라 콘서트를 여는 내용[2].
- 무료로 배포

### 트랙 리스트
| #  | 제목                  | 작곡        | 재생 시간 |
| -- | --------------------- | ----------- | --------- |
| 1. | 〈두근두근 Tomorrow〉 | 용감한 형제 | 3:14      |

### 그 외 노래
이 노래에는 여러 가지 테마가 존재하는데, 테마는 리믹스된 형태
- 두근두근 Tomorrow (가인 Theme)
- 두근두근 Tomorrow (승연 Theme)
- 두근두근 Tomorrow (유이 Theme)
- 두근두근 Tomorrow (현아 Theme)

## 시상
| 연도 | 날짜      | 시상식                   | 수상 |
| ---- | --------- | ------------------------ | ---- |
| 2009 | 11월 17일 | 제10회 국민광고대상      | 대상 |
| 2009 | 11월 17일 | 제36회 매일경제 광고대상 | 대상 |
| 2009 | 11월 17일 | 제16회 서울광고대상      | 대상 |
| 2009 | 11월 17일 | 제10회 fn광고대상        | 대상 |